# 胡德扬
胡德扬（1962年8月—），佤名尼乐，男，佤族，云南省沧源县班洪乡人，大学文化，中华人民共和国政治人物，1988年加入中国共产党。
1983年参加工作后先后在勐董镇、沧源县政协、县委、政府及人大多个机关部门任职。2003年3月至2005年5月任沧源佤族自治县副县长，后任中共沧源县委副书记、人大常委会主任。2017年1月至今任中国人民政治协商会议沧源佤族自治县委员会主席。
| 前任： 李繁荣 | 中国人民政治协商会议 沧源佤族自治县委员会主席 2017年—   | 繼任： （现任） |
| 前任： 魏学先 | 沧源佤族自治县 人民代表大会常务委员会主任 2007年—2017年 | 繼任： 李繁荣   |

## 资料来源
1. 1 2  沧源佤族自治县人大常委会. . 昆明: 云南民族出版社. 2010年11月: 391. ISBN 978-7-5367-4694-7.
2. ↑  肖青花. . www.ynlczx.gov.cn. 沧源自治县政协. 2017-03-30  [2017-12-08]. （原始内容存档于2018-06-10）.
3. ↑  罕贵娇; 常数; 杨宝康. . ein.ynnu.edu.cn. 佤族大辞典. 2013-01-02  [2018-05-06]. （原始内容存档于2018-05-07）.